# Hungaria, Mexiko
Hungaria är en ort i Mexiko.   Den ligger i kommunen Santa María Chilchotla och delstaten Oaxaca, i den sydöstra delen av landet, 290 km öster om huvudstaden Mexico City. Hungaria ligger 69 meter över havet och antalet invånare är 108.
Terrängen runt Hungaria är platt åt nordost, men åt sydväst är den kuperad. Runt Hungaria är det ganska tätbefolkat, med 65 invånare per kvadratkilometer. Närmaste större samhälle är Loma Alta, 4,7 km sydost om Hungaria. I omgivningarna runt Hungaria växer i huvudsak städsegrön lövskog.